# Heronidrilus gravidis
Heronidrilus gravidis är en ringmaskart som beskrevs av Erséus 1990. Heronidrilus gravidis ingår i släktet Heronidrilus och familjen glattmaskar. Inga underarter finns listade i Catalogue of Life.